# Linow (Rheinsberg)
Das Dorf Linow ist ein Ortsteil der Stadt Rheinsberg im Landkreis Ostprignitz-Ruppin im Norden von Brandenburg, etwa einhundert Kilometer nordwestlich von Berlin. Linow ist geprägt von der Landwirtschaft, dem Tourismus der Region und einer berufsgenossenschaftlichen Bildungsstätte. Zu Linow gehören die Gemeindeteile Möckern mit markantem Gutshaus und die Feriensiedlung Warenthin am Ufer des Großen Rheinsberger Sees.
Linow ist an der Landesstraße L 15 zwischen Charlottenau und Dorf Zechlin gelegen und etwa sechs Kilometer vom Ortskern Rheinsbergs entfernt. Ein weiterer Nachbarort ist Zühlen.
Linow befindet sich westlich des Kleinen Linowsees. In der Nähe liegen der Große Linowsee, der Große Pätschsee und der Böbereckensee. Nördlich der Landesstraße  L 15 ist das Gemeindegebiet überwiegend von Wäldern und Seen geprägt, südlich von Wiesen und Feldern.
Zwischen Rheinsberg und Dorf Zechlin verläuft eine ehemalige Bahntrasse durch Linow, die zum Radwanderweg BB03 umgebaut wurde und abseits der  L 15 Rheinsberg mit Linow und Dorf Zechlin verbindet.

## Geschichte
Linow wird 1320 erstmals urkundlich erwähnt und in verschiedenen Quellen auch als Lunow, Lynow oder Lino bezeichnet. Um 1681 wird der Ort verwüstet und 1691 von Schweizer Familien wieder besiedelt. Um 1766 zählt das Schweizerdorf 250, um 1840 425 und um 1900 dann ca. 443 Einwohner.
Die kleine Fachwerkkirche wurde etwa 1700 erbaut und 1775 instand gesetzt. Sie besitzt einen kurzem  quadratischen  Bretterturm mit einer Glocke von 1703 auf der Westseite und eine angebaute Sakristei im Osten.
Im Oktober 2003 wurde Linow im Rahmen der Gemeindegebietsreform nach Rheinsberg eingemeindet.